# Argentenay
Argentenay – miejscowość i gmina we Francji, w regionie Burgundia-Franche-Comté, w departamencie Yonne.
Według danych na rok 1990 gminę zamieszkiwało 112 osób, a gęstość zaludnienia wynosiła 22 osoby/km² (wśród 2044 gmin Burgundii Argentenay plasuje się na 798. miejscu pod względem liczby ludności, natomiast pod względem powierzchni na miejscu 1231.).